# VI. Lajos francia király
VI. (Kövér) Lajos (Párizs, 1081. december 1. – Béthisy-Saint-Pierre, 1137. augusztus 1.) Franciaország királya 1108. július 29-étől haláláig, I. Fülöp és Hollandi Berta fia, a Capeting-ház ötödik tagja volt. Ragadványnevéhez méltóan nagyétkű volt, és élete végére nagyon meghízott.

## Útja a trónig
Lajos Saint-Denis-ben nevelkedett, itt ismerte meg Suger-t, aki később a kolostor apátja, illetve a király barátja, legfontosabb tanácsadója és életrajzírója lett. Később Lajos fiát, VII. (Ifjú) Lajost is szolgálta tanácsosként és régensként. A trónörököst 1098. május 24-én ütötték lovaggá Abbeville-ben, és ettől kezdve részt vett apja harcaiban, melyeket a királyi birtok (domaine royal) gyakran fellázadó hűbéresei, illetve Normandia hercegei ellen vívott.

## Uralkodása
Atyját 1108. július 29-én szándéka szerint Saint-Benoît-sur-Loire apátsági templomában helyezték örök nyugalomra. Mivel Lajos nem bízott féltestvérében, Philippe mantes-i grófban, Reims helyett a közelebb eső Orléans-ba sietett, ahol augusztus 3-án Sens érseke, Daimbert kente fel. A koronázás érvényességét később a reims-i érsek, Raoul le Verd megkérdőjelezte, de hiába.

### Harcok a hűbéresekkel
1111-ben a királyi birtokon fosztogató hűbéresek, például Hugues de Puiset ellen kellett fellépnie, 1115-ben pedig Amiens-ben próbálta rendre utasítani a hírhedt rablólovagot, Thomas de Marle-ot. A citadellába visszahúzódó nemest, akit atyja, Enguerrand de Boves, Amiens grófja is támogatott, csak két év után sikerült kiostromolni, ráadásul az egyik támadás során nyílvessző állt a király páncélingébe
Lajosnak gondjai adódtak kancellárjával is. 1106-ban ugyanis Étienne de Garlande beauvais-i püspök kapta meg ezt a tisztséget a pecsétőri ranggal együtt, aki 1121-ben sénéchal, azaz udvarnagy és a királyi hadak fővezére is lett. 1126-ban azonban a király akaratával szemben unokaöccsére akarta hagyni sénéchali tisztségét, mire 1127. augusztus 3-án felmentették, ő pedig jobbnak látta jelöltjével együtt annak Livry-en-l’Aunoy-i kastélyába visszahúzódni. Mivel az angol király és a champagne-i gróf is támogatta őket, Lajos kénytelen volt megtámadni egykori kancellárját, és 1128 áprilisában ostrom alá vette Livry várát, amit májusban bevett és lerombolt. Garlande elvesztette sénéchali rangját, de megmaradt kancellárnak és pecsétőrnek. 1131 októberében végül Suger vehette át a helyét, megszilárdítva saját helyzetét, egyúttal megerősítve a király hatalmát.
1127-ben, a később boldoggá avatott Jó Károly, Flandria grófja meggyilkolását követően a király a számos örökösjelölt ellenében saját sógorát, az angol és normandiai trónra is igényt tartó Guillaume Clitont tette gróffá. E tettel ismét megmutatkozott, hogy a király mint legfőbb hűbérúr hatalma jelentősen megerősödött az elmúlt évtizedekhez képest. Igaz, Cliton ellen hamarosan komoly lázadás kezdődött, melynek keretében a királyi segítség ellenére 1128-ban életét vesztette. Utóda, a flamand városok jelöltje, Thierry d’Alsace lett, akit később Lajos is jóváhagyott.

### A király és kommunamozgalom
Bár a királyi hatalom megszilárdítása komoly eredmény, legalább ilyen fontos kérdés volt a városok kommunamozgalma.
A király támogatta a városok önigazgatásra irányuló törekvéseit, mi több, maga adott kiváltságleveleket a nagyobb településeknek, melyek lehetővé tették számukra a polgármesterválasztást, illetve adózási tekintetben is kedvezményekben részesültek. Mindez kiváltotta az egyház és a földesurak ellenállását, ugyanakkor megerősítette a királyi hatalmat.
Ez a politika kudarcokat is hozott: 1112-ben például Laon polgárai fellázadtak püspökükkel szemben ellenséges, felkoncolták a kezeik közé kerülő egyháziakat és nemeseket, majd felgyújtották a püspöki palotát és a katedrálist. Válaszul a helyi nemesi erők a királyi csapatokkal karöltve lerohanták a várost, és halomra gyilkolták a polgárokat. A flandriai események hátterében is nagyrészt az önállósodó városok álltak, akiket felháborítottak a Lajos által kijelölt gróf visszaélései. 1136-ban Vézelay városában is polgári felkelés tört ki. Mindemellett, ha akadozva is, de Lajos egész uralkodása alatt folyt a kommunák térnyerése, elsősorban a fejlett posztóiparából meggazdagodott flandriai városok esetében (Noyon, Soissons, Corbie, Saint-Riquier, Saint-Omer, Abbeville stb.).

### Külpolitika
Lajos, ahogy már atyja is,  az invesztitúraharcban a pápa mellett foglalt állást. Ezzel fejére vonta V. Henrik német-római császár haragját, aki 1124-ben támadást indított Franciaország ellen azzal a szándékkal, hogy elpusztítja az ősi koronázóvárost, Reims-t, beavatkozva a következő évben Champagne-t is öröklő blois-i gróf, IV. Thibaut és a király viszályába. A hűbéresek kiálltak legfőbb uruk mellett, és Metznél megállították a német előretörést.

### Kövér Lajos halála és öröksége
Lajos élete folyamatos mozgásban, nagyrészt a helyi nagyurak elleni harccal telt. 1137-ben is Gien közelében kellett hadakoznia Saint-Brisson-sur-Loire hűbérura ellen. A hadjárat végeztével váratlanul megbetegedett, és a Senlis és Compiègne közt fekvő Béthisy-Saint-Pierre királyi kastélyában meghalt vérhasban.
Bár Kövér Lajos uralkodása nem sokban tért el elődeiétől, mégis számos előremutató jelenség figyelhető meg. Jelentősen megnőtt a királyi kancellárián kiadott dokumentumok száma: míg I. Fülöp korából alig 171 okirat ismert, fia idején ez a szám megduplázódott – ez pedig a központi adminisztráció jelentőségének növekedésére utal. Párizs – és a közeli Saint-Denis – is ekkoriban kezdett kinőni a városok sorából, hogy a század végére valóban a legjelentősebb várossokká váljanak. Még többet tett az uralkodói hatalom kiterjesztéséért Lajos a városokkal szemben folytatott politikájával.

## Házasságok, utódok
Lajost atyja először Île-de-France egy befolyásos családjának tagjával, Lucienne de Rochefort-ral kívánta összeházasítani. Az esküvőre (egyes szerzők szerint csak eljegyzésre) 1104-ben került sor, ám 1107-ben II. Paszkál pápa jóváhagyásával a troyes-i zsinat túl közeli vérrokonságra hivatkozva felbontotta a frigyet. Az ügy részletei homályosak, elképzelhető, hogy a felemelkedő Garlande-ok álltak a hátterében. Mindenesetre a trónörökösnek és első feleségének született egy gyermeke:
- Isabelle (1105 k. – 1175 áprilisa), III. Guillaume de Warenne felesége

1115. május 4-én Párizsban került sor az immár király Lajos második házasságára. Választottja Savoyai Adél, II. Humbert savoyai és maurienne-i gróf leánya volt. Adél férje halála után I. Mathieu de Montmorency connétable-hoz ment feleségül, majd 1154-ben halt meg. A királyi párnak nyolc gyermeke született: 
- Fülöp társkirály (1116–1131), trónörökös, lovasbalesetben halt meg.[1] Nem keverendő össze hasonnevű öccsével.
- VII. (Ifjú) Lajos (1120–1180), Franciaország királya, eredetileg szerzetesnek készült.
- Henri (1121–1175), Beauvais püspöke (1149–1161), később Reims hercegérseke (1161–1175)
- Hugues (1123 k.), fiatalon meghalt.
- I. (Nagy) Róbert (1123 k. – 1188), Dreux (1137-1184) és Perche grófja
- Constance (1124 k. – 1180), 1140-től Eustache de Blois boulogne-i gróf felesége, majd annak halála után, 1154-ben V. Rajmund toulouse-i grófhoz ment nőül.
- Fülöp (v. 1125–1161), párizsi főesperes. Nem keverendő össze hasonnevű bátyjával.
- I. Pierre (1125 k. – 1182 k.), 1152 körül vette feleségül Élisabeth de Courtenay-t, Courtenay úrnőjét.